# Cratere Rūmī
Rūmī  è un cratere sulla superficie di Mercurio.